# Pentland Skerries
Pentland Skerries är en obebodd ögrupp i Storbritannien.   Den ligger i kommunen Orkneyöarna och riksdelen Skottland, i den norra delen av landet, 800 km norr om huvudstaden London. Den största av öarna, Muckle Skerry, är platsen för två fyrar, som byggdes 1794. De andra öarna ligger söder om Muckle Skerry. Från väst till öst är de Little Skerry, Louther Skerry och Clettack Skerry.

## Geografi
Terrängen runt Pentland Skerries är platt.